# Phrynobatrachus mababiensis
Phrynobatrachus mababiensis är en groddjursart som beskrevs av FitzSimons 1932. Phrynobatrachus mababiensis ingår i släktet Phrynobatrachus och familjen Phrynobatrachidae. IUCN kategoriserar arten globalt som livskraftig. Inga underarter finns listade i Catalogue of Life.